# Margot va au mariage

Margot va au mariage (titre original : Margot at the Wedding) est un film américain réalisé par Noah Baumbach, sorti en 2007.

## Synopsis
Margot, écrivain à succès, rend visite à sa sœur Pauline, qui vit dans la maison où elles ont grandi et qui est sur le point d'épouser Malcolm.

## Fiche technique
- Titre original : Margot at the Wedding
- Réalisation : Noah Baumbach
- Scénariste : Noah Baumbach
- Photographie : Harris Savides
- Montage : Carol Littleton
- Société de distribution : Paramount Pictures France
- Année de production : 2007
- Pays de production :  États-Unis
- Genre : Comédie dramatique
- Budget : 10.000.000 $
- Durée : 92 minutes
- Date de sortie : France : 12 mars 2008

## Distribution
- Nicole Kidman (VF : Danièle Douet) : Margot
- Jack Black (VF : Philippe Bozo) : Malcolm
- Flora Cross : Ingrid
- Halley Feiffer : Maisy Koosman
- Jennifer Jason Leigh (VF : Brigitte Aubry) : Pauline
- Seth Barrish : Toby
- Matthew Arkin : Alan
- Michael Cullen : Mr. Vogler
- Enid Graham : Mrs. Vogler
- Sophie Nyweide : la fille Vogler
- Justin Roth : le fils Vogler
- Ciarán Hinds : Dick Koosman

## Box-office
| Pays              | Box-office  | Nbre de sem. | Date          |
| ----------------- | ----------- | ------------ | ------------- |
| États-Unis Canada | 852 611 USD | 3 semaines   | au 02/12/2007 |

## À noter
- Le titre original de Margot va au mariage devait être Nicole at the beach.
- Le réalisateur Noah Baumbach a confié le rôle de Pauline à son épouse Jennifer Jason Leigh.
- Pendant le tournage du film, Nicole Kidman, Jennifer Jason Leigh et Jack Black ont vécu dans la même maison, afin que leurs liens au quotidien se rapprochent de ceux de leurs personnages à l'écran.